# کماتی
کماتی (به لاتین: Kamati) یک منطقهٔ مسکونی در افغانستان است که در ولایت بامیان واقع شده‌است.